# Albert II. Belgický
Albert II. (* 6. června 1934, Laken) je člen belgické královské rodiny, který vládl jako král Belgičanů v letech 1993 až 2013.
Král Albert II. je syn a poslední žijící dítě krále Leopolda III. a královny Astrid, rodem švédské princezny. Je to mladší bratr bývalé velkovévodkyně Josefíny Šarloty Lucemburské a krále Baudouina, po jehož smrt v roce 1993 nastoupil na trůn. Oženil se s donnou Paolou Ruffo di Calabria (nyní královnou Paolou), se kterou měl tři děti. Albertův nejstarší syn Filip je současným králem Belgičanů.
Dne 3. července 2013 se král Albert II. zúčastnil poledního zasedání belgické vlády. Poté oznámil, že 21. července, na belgický národní den, se ze zdravotních důvodů vzdá trůnu. Jeho nástupcem se 21. července 2013 stal jeho syn Filip. Albert II. byl čtvrtým panovníkem, který v roce 2013 abdikoval, po papeži Benediktu XVI., nizozemské královně Beatrix a katarském emíru Hamadovi bin Chalífovi. Stal se také druhým belgickým panovníkem, který abdikoval, po svém otci Leopoldovi III., který abdikoval v roce 1951, i když za velmi odlišných okolností.

## Život
Princ je mladším ze synů krále Leopolda III. (1901–1983) a jeho první manželky Astrid Švédské (1905–1935). Jeho kmotry byli princ Felix Lucemburský a jeho babička z otcovy strany, královna Alžběta Belgická.
Albert byl vyslán do švýcarské soukromé školy Institut Le Rosey, kde získal univerzitní vzdělání. V letech 1953 až 1958 sloužil v Belgickém královském námořnictvu.
Když 31. července 1993 zemřel jeho starší bratr, král Baudouin I., aniž by zanechal potomků, stal se jeho nástupcem. Se slavnostní přísahou dne 9. srpna 1993 usedl v 59 letech na belgický trůn a stal se tak co do věku nástupu na trůn nejstarším králem v historii Belgie.
Roku 1994 se stal 1292. rytířem Řádu zlatého rouna v Rakousku a 1191. rytířem Řádu zlatého rouna ve Španělsku.

## Sňatek a rodina
Dne 2. července 1959 se v Bruselu oženil s princeznou Donnou Paolou Margheritou Marií Antonií Consiglií Ruffo di Calabria (nar. 1937), dcerou vévody Dona Fulca Ruffo di Calabria, Duca di Guardia Lombarda a jeho ženy, hraběnky di Rossana e di Sebastiano (1896–1989).
Král a královna spolu mají tři děti:
- Filip Leopold Ludvík Maria (Philippe Léopold Louis Marie), král Belgičanů (* 15. dubna 1960). Ten se 4. prosince 1999 oženil s Jonkvrouwe Mathildou d'Udekem d'Acoz, která se stala Její královskou výsostí princeznou Mathildou Belgickou den před svatbou. Je dcerou barona (nyní hraběte) Patricka d'Udekem d'Acoz a jeho ženy hraběnky Komorowské. Mají čtyři děti:
  - Alžběta Tereza Maria Helena (Elisabeth Thérèse Marie Hélène), jež je první v pořadí v nástupnictví na trůn po svém otci, podle Výnosu o nástupnictví z roku 1991, jež stanovila příbuzenskou primogenituru, neboli nástupnictví přísně podle pořadí narození bez ohledu na pohlaví.
  - Gabriel Baudouin Charles Marie
  - Emanuel Leopold Vilém František Maria (Emmanuel Leopold Guillaume François Marie)
  - Eléonore Fabiola Victoria Anne Marie
- Astrid Josefína Šarlota Fabricie Alžběta Pavla Marie (Astrid Joséphine Charlotte Fabrizia Elisabeth Paola Marie, * 5. června 1962). Ta je manželkou Jeho císařské a královské výsosti arcivévody Lorenze Rakouského-Este, arcivévody rakouského, královského prince maďarského a českého a hlavy rodu Rakouští-Este, za něhož se vdala roku 1984 a jenž se stal princem belgickým roku 1995. Princezna Astrid a její potomci jsou v pořadí nástupnictví na belgický trůn před jejím bratrem Laurentem, v souladu s výše zmíněným Výnosem o nástupnictví z roku 1991. Mají pět dětí:
  - Amedeo, princ belgický, arcivévoda Rakouský-Este
  - Maria Laura, princezna belgická, arcivévodkyně Rakouská-Este
  - Joachim, princ belgický, arcivévoda Rakouský-Este
  - Luisa-Maria, princezna belgická, arcivévodkyně Rakouská-Este
  - Laetitia-Maria, princezna belgická, arcivévodkyně Rakouská-Este
- Vavřinec Benedikt Baldvin Maria (Laurent Benoît Baudouin Marie) (* 19. října 1963). Oženil se dne 12. dubna 2003 s Claire Coombsovou, bývalou anglo-belgickou realitní agentkou, která se stala 11 dní před svatbou princeznou Claire Belgickou. Mají jednu dceru a dva syny:
  - Louise
  - Nicolas
  - Aymeric

Z mimomanželského poměru se Sybille de Selys Longchamps má jednu dceru:
- Delphine Boëlová (* 22. února 1968). Tato skutečnost se i přes pozitivní DNA testy potvrdila až 27. ledna 2020, kdy bývalý král své otcovství veřejně přiznal. V říjnu 2020 belgický soud rozhodl, že jí náleží titul belgické princezny.[5]

## Galerie

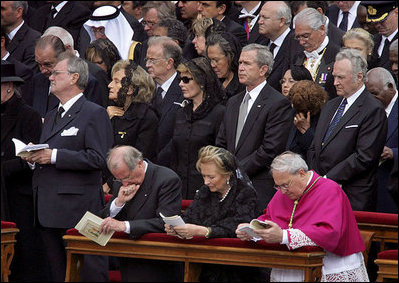
Albert II. na pohřbu Jana Pavla II.

## Belgické mince
- V Belgii je zvykem, že podobizna vládnoucího krále je znázorněna na oběživu. Je však pravidlem, že totéž se neděje s pamětními sběratelskými mincemi. Nicméně některé mince s vysokou nominální hodnotou se razily s bustou krále z jedné strany, jako právě pamětní 100 eurová zlatá mince ražená roku 2003.

## Vývod z předků
|                     |                           |  |                           |                                        |  |  |  |  |  |  |  | Leopold I. Belgický |
|                     |                           |  |                           |                                        |  |  |  |  |  |  |  |                     |
|                     | Filip Belgický            |  |                           |                                        |  |  |  |  |  |  |  |                     |
|                     |                           |  |                           |                                        |  |  |  |  |  |  |  |                     |
|                     |                           |  |                           | Luisa Marie Orléanská                  |  |  |  |  |  |  |  |                     |
|                     |                           |  |                           |                                        |  |  |  |  |  |  |  |                     |
|                     | Albert I. Belgický        |  |                           |                                        |  |  |  |  |  |  |  |                     |
|                     |                           |  |                           |                                        |  |  |  |  |  |  |  |                     |
|                     |                           |  |                           | Karel Antonín Hohenzollernský          |  |  |  |  |  |  |  |                     |
|                     |                           |  |                           |                                        |  |  |  |  |  |  |  |                     |
|                     | Marie Hohenzollernská     |  |                           |                                        |  |  |  |  |  |  |  |                     |
|                     |                           |  |                           |                                        |  |  |  |  |  |  |  |                     |
|                     |                           |  |                           | Josefína Bádenská                      |  |  |  |  |  |  |  |                     |
|                     |                           |  |                           |                                        |  |  |  |  |  |  |  |                     |
|                     | Leopold III. Belgický     |  |                           |                                        |  |  |  |  |  |  |  |                     |
|                     |                           |  |                           |                                        |  |  |  |  |  |  |  |                     |
|                     |                           |  |                           | Maxmilián Josef Bavorský               |  |  |  |  |  |  |  |                     |
|                     |                           |  |                           |                                        |  |  |  |  |  |  |  |                     |
|                     | Karel Teodor Bavorský     |  |                           |                                        |  |  |  |  |  |  |  |                     |
|                     |                           |  |                           |                                        |  |  |  |  |  |  |  |                     |
|                     |                           |  |                           | Ludovika Bavorská                      |  |  |  |  |  |  |  |                     |
|                     |                           |  |                           |                                        |  |  |  |  |  |  |  |                     |
|                     | Alžběta Gabriela Bavorská |  |                           |                                        |  |  |  |  |  |  |  |                     |
|                     |                           |  |                           |                                        |  |  |  |  |  |  |  |                     |
|                     |                           |  |                           | Michal I. Portugalský                  |  |  |  |  |  |  |  |                     |
|                     |                           |  |                           |                                        |  |  |  |  |  |  |  |                     |
|                     | Marie Josefa Portugalská  |  |                           |                                        |  |  |  |  |  |  |  |                     |
|                     |                           |  |                           |                                        |  |  |  |  |  |  |  |                     |
|                     |                           |  |                           | Adelaida Löwenstein-Wertheim-Rosenberg |  |  |  |  |  |  |  |                     |
|                     |                           |  |                           |                                        |  |  |  |  |  |  |  |                     |
| Albert II. Belgický |                           |  |                           |                                        |  |  |  |  |  |  |  |                     |
|                     |                           |  |                           |                                        |  |  |  |  |  |  |  |                     |
|                     |                           |  | Oskar I. Švédský a Norský |                                        |  |  |  |  |  |  |  |                     |
|                     |                           |  |                           |                                        |  |  |  |  |  |  |  |                     |
|                     | Oskar II. Švédský         |  |                           |                                        |  |  |  |  |  |  |  |                     |
|                     |                           |  |                           |                                        |  |  |  |  |  |  |  |                     |
|                     |                           |  |                           | Joséphine de Beauharnais mladší        |  |  |  |  |  |  |  |                     |
|                     |                           |  |                           |                                        |  |  |  |  |  |  |  |                     |
|                     | Karel Švédský             |  |                           |                                        |  |  |  |  |  |  |  |                     |
|                     |                           |  |                           |                                        |  |  |  |  |  |  |  |                     |
|                     |                           |  |                           | Vilém Nasavský                         |  |  |  |  |  |  |  |                     |
|                     |                           |  |                           |                                        |  |  |  |  |  |  |  |                     |
|                     | Žofie Nasavská            |  |                           |                                        |  |  |  |  |  |  |  |                     |
|                     |                           |  |                           |                                        |  |  |  |  |  |  |  |                     |
|                     |                           |  |                           | Pavlína Württemberská                  |  |  |  |  |  |  |  |                     |
|                     |                           |  |                           |                                        |  |  |  |  |  |  |  |                     |
|                     | Astrid Švédská            |  |                           |                                        |  |  |  |  |  |  |  |                     |
|                     |                           |  |                           |                                        |  |  |  |  |  |  |  |                     |
|                     |                           |  |                           | Kristián IX. Dánský                    |  |  |  |  |  |  |  |                     |
|                     |                           |  |                           |                                        |  |  |  |  |  |  |  |                     |
|                     | Frederik VIII. Dánský     |  |                           |                                        |  |  |  |  |  |  |  |                     |
|                     |                           |  |                           |                                        |  |  |  |  |  |  |  |                     |
|                     |                           |  |                           | Luisa Hesensko-Kasselská               |  |  |  |  |  |  |  |                     |
|                     |                           |  |                           |                                        |  |  |  |  |  |  |  |                     |
|                     | Ingeborg Dánská           |  |                           |                                        |  |  |  |  |  |  |  |                     |
|                     |                           |  |                           |                                        |  |  |  |  |  |  |  |                     |
|                     |                           |  |                           | Karel XV. Švédský a Norský             |  |  |  |  |  |  |  |                     |
|                     |                           |  |                           |                                        |  |  |  |  |  |  |  |                     |
|                     | Luisa Švédská             |  |                           |                                        |  |  |  |  |  |  |  |                     |
|                     |                           |  |                           |                                        |  |  |  |  |  |  |  |                     |
|                     |                           |  |                           | Luisa Oranžsko-Nasavská                |  |  |  |  |  |  |  |                     |
|                     |                           |  |                           |                                        |  |  |  |  |  |  |  |                     |